# マンチェスター競馬場
マンチェスター競馬場はイギリス・マンチェスターに存在した競馬場である。

## 場所と歴史

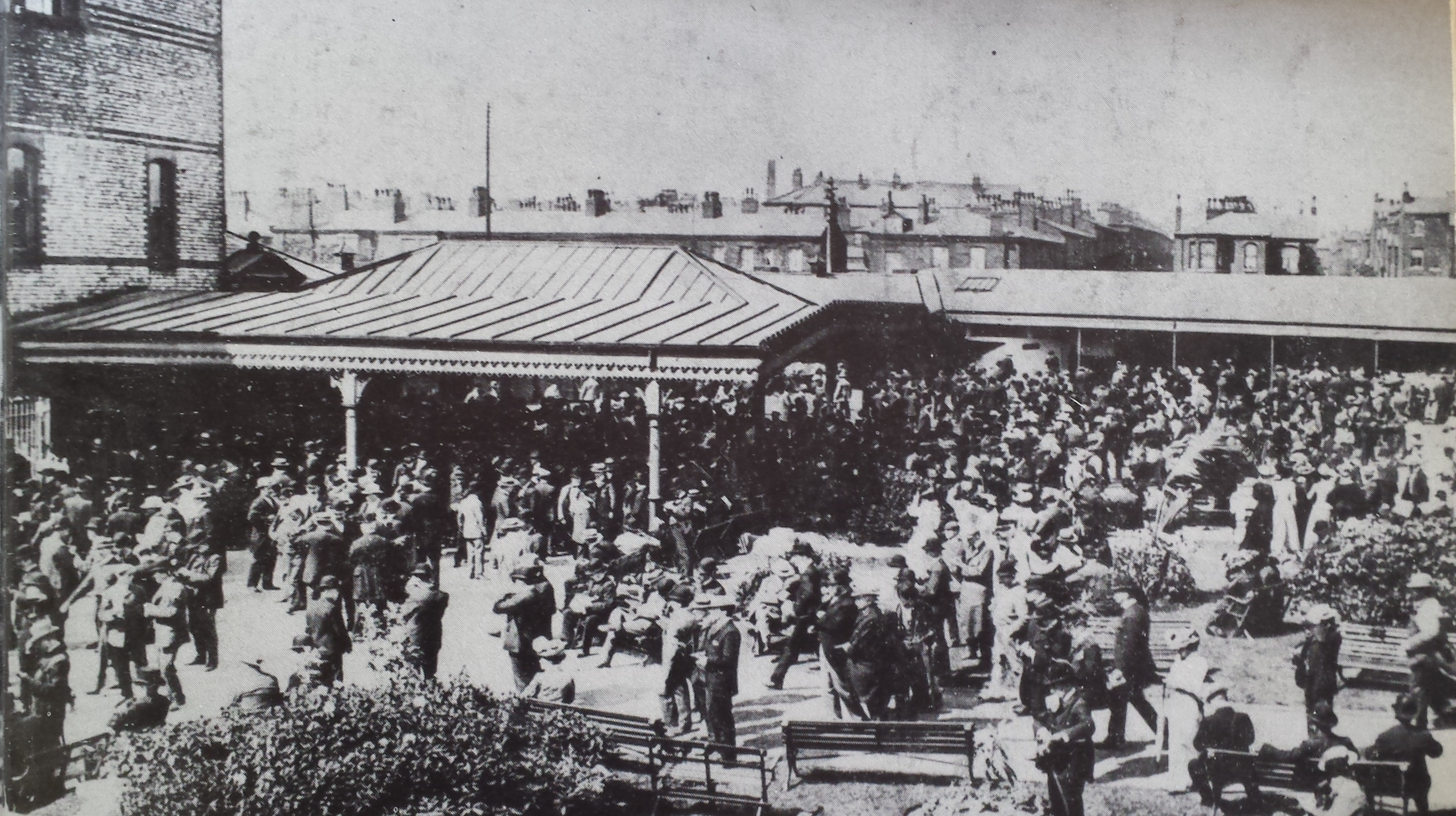
ニューバーンズ競馬場 1901 年 5 月 31 日

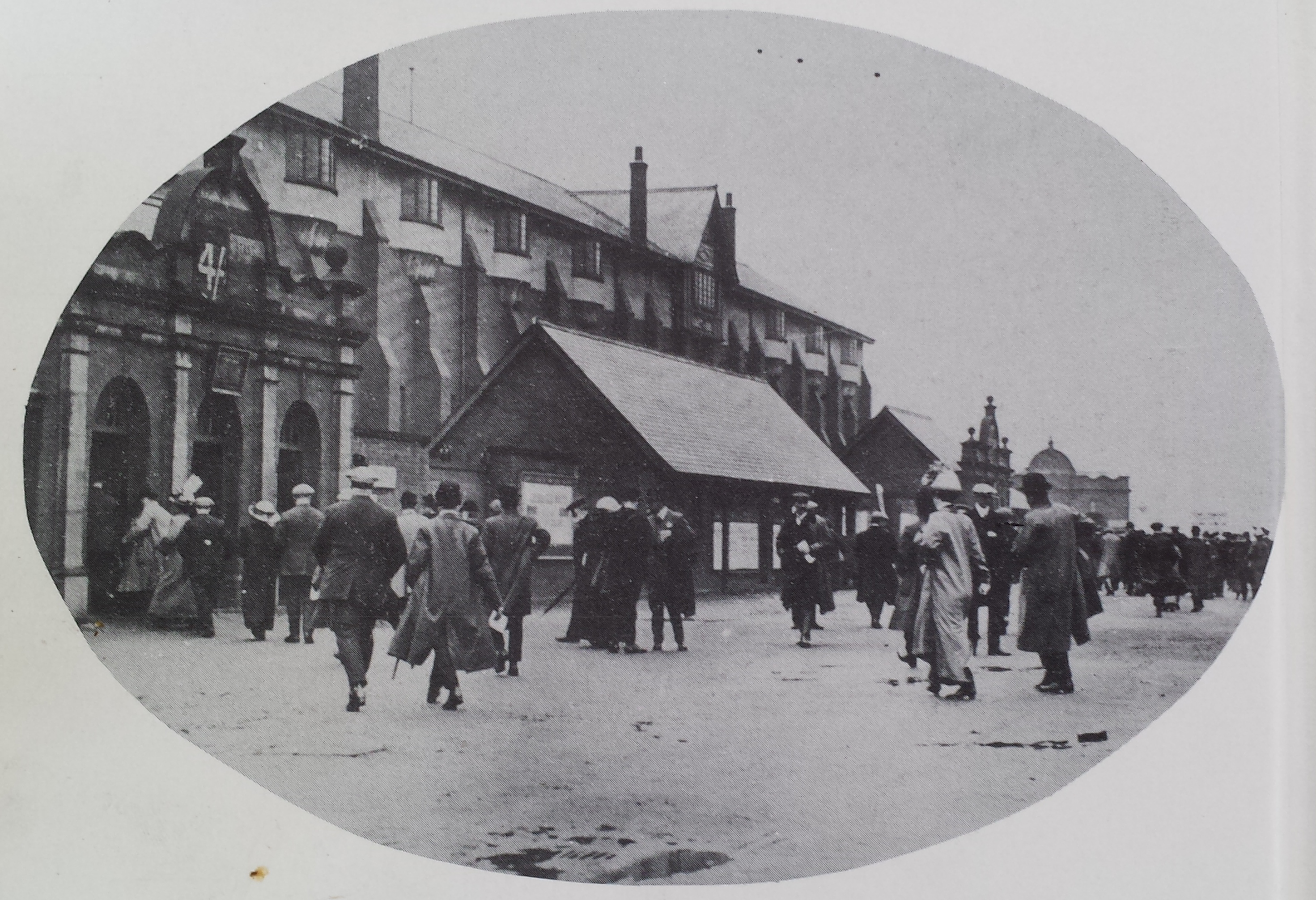
キャッスルアーウェル競馬場の入口 1908 年

マンチェスター地域で知られている最も古い競馬はBarlow Moorで行われ、1647年に初めて開催し、1697年から1701年まで再び開催された。1687年5月2日から5日までの『ロンドン ガゼット』に掲載された記事からの引用である。他にも、ヒートンパーク (1827–38)、エクルズ (1839)、ハーパーヘイ (1845)、ストレトフォード (オールドトラッフォードクリケットグラウンドの跡地、1841年と1852–4年) など、短命の競馬場や単発の障害競走が数多くあったが、1687年から1847年までは、カーサルムーアがマンチェスターのメイン競馬場であった。

### カーサル・ムーア
1687年5月2日から5日まで、次の通知が「ロンドン ガゼット」に掲載された。

本日18日、ランカシャー州マンチェスター近郊のカーサルムーアで、10ストーンを背負って3ヒート (各ヒート4マイル) を走る20ポンドのプレートが競われます。翌日、同じムーアで同じヒートを走り、同じ重量を背負って40ポンドのプレートが競われます。馬のマークは、4日前にマンチェスターのキングスアームズのウィリアム・スウォーブリック氏に提出してください。

カーサル・ムーアのコースは起伏があり、3つの低い丘を囲む円周約1マイルであった。カーサル・セルの所有者であるジョン・バイロム（1692年 - 1763年）はレースに強く反対し、反対のパンフレットを書いたが、レースはおそらくバイロム博士の影響で、1746年にジャコバイト蜂起の年に中止されるまで、さらに15年間続く。 その後、1750年に少なくとも1回のレースが開催されたことが知られている。 1759年に定期的なレースが再開され、その後毎年開催されるようになる。1777年には寄付金によって特別観覧席が建設され、続いて1780年には軽食用の女性用観覧席が建設された。1840年には、このコースには特別観覧席とその他の建物がいくつかあり、「素晴らしい走り」ができると説明された。 この時までに、毎年2回開催されていた。1つは長年続いているWhitレースで、10万人以上の観客を集め、もう1つは8月に開催された。カーサルムーア競馬場は、マンチェスター競馬場委員会のリースが切れて更新されなかったため、1847年に閉鎖された。不幸な者の中には、無気力に家路につく者もいるが、もっと粘り強い者は川岸に集まって、渡河地点を選ぶ。若者は服を脱ぎ、頭に巻いた衣服を留める。男たちはズボンをまくり上げ、靴と靴下を肩にかける。こうして準備を整えて水に入る。比較的楽に渡れる者もいるが、帽子を落としたり、靴下をはいたり、予想以上に深く沈んでしまったりして、意気消沈して引き返す者もいる。勝った側は大いに笑う。もし、プア・リチャードが断言するように、節約した1ペニーは得た1ペニーと同じなら、これが復讐心をもってそれを得る方法である。

### アーウェル城
カーサル・ムーア競馬場が閉鎖された後、アーウェル川を渡って、その場所にあった大きな城郭風の家屋にちなんで名付けられたアーウェル城として知られる場所に移された。この土地は国会議員であり ペンドルトン炭鉱の所有者でもあったジョン・フィッツジェラルドから20年間のリースで年間500ポンドで借りた。この競馬場は川の蛇行にある平地に建設されたが、湿気とぬかるみがあり、霧が立ち込めやすく、路面は重かった。 しかし、1,000人以上の観客を収容できる大きな観覧席が建設され、コースは3方を川に囲まれていたため、カーサル・ムーアよりも管理が容易であった 。観覧席と川の向こうのキャッスル・ヒルからはコース全体を見ることができたが、コースへの入口は通行料徴収員によって守られていた。リチャード・ライト・プロクターは1862年に次のように書いている。
川は時折の陽気な雰囲気の源でもある。レース場への入口は通行料徴収員によって厳重に守られているため、毎年多くの浮浪児、無一文の浮浪者、失業中の職人が排除されている。
フィッツジェラルドが亡くなった後、その土地は彼の息子 (ジョンとも呼ばれる) に引き継がれたが、1867年にリースが期限切れになったとき、ジョンは「正当かつキリスト教的な理由」でリースの更新を拒否し、コースは閉鎖された。

### ニューバーンズ
1902年、ニューバーンズ競馬場は閉鎖された。ドック9号とその倉庫、ニューバーンズジャンクションからの鉄道側線、隣接する木材置き場は、古いスティープルチェイスの競馬場と観客席の跡地に建設された。
その後、競馬場はニューバーンズの新しい競馬場に移された。ニューバーンズは7ハロンのランカシャープレートを主催した。このレースは1888年から1893年まで開催され、賞金11,000ポンドで国内で最も価値の高いレースの1つであった。 このレースは1894年にプリンスエドワードハンデキャップに改名され、賞金は2,000ポンドになった。 ニューバーンズ（およびキャッスルアーウェル）は伝統的にイギリスの平地競馬シーズンの最終戦の開催地であり、ハイライトはマンチェスターのノベンバーハンデキャップだった。ニューバーンズでの競馬は30年以上続いたが、1889年に競馬場の所有者はマンチェスターシップカナルカンパニーが新しいドックと倉庫の建設のために土地を強制的に買収する権限を求めるという通知を受け取る。長引く裁判の後、シップカナルカンパニーが土地を所有した。

### キャッスルアーウェルに戻る
1898年までにジョン・フィッツジェラルドが亡くなり、競馬委員会が遺言執行者からアーウェル城の敷地を購入した。その後、委員会は会社を設立し、20世紀にふさわしいスポーツ施設の建設に着手した。川に面していない側面には高い壁が建てられ、内部には庭園とガラス張りのギャラリーが作られ、正面玄関には路面電車が通っていた。風変わりな様式の混合で建てられた豪華なクラブスタンドがあり、正面玄関はオランダの切妻で飾られていた。コースは1902年のイースターの週末にようやくオープンした。この最初の大会は障害競走で、主なイベントはハンデキャップ1,750ポンドのランカシャー障害競走であった。 このレースは1952年まで開催された。最初の平地レースは1902年に聖霊降臨祭で開催され、優勝賞金500ポンドのキャッスルアーウェル就任式ハンデキャップが行われた。このレースはケンプトン・キャノン騎手が騎乗したヴァテルが優勝した。
ジョン・リックマンは、このコースについて次のように説明している。「アーウェル川のループ状に作られたため、奇妙な形になっています。このループの基部には、幅約300ヤードの狭い土地のくぼみしかありません。競馬場の両「腕」、ここではバックストレッチと呼びましょう。ホームストレッチは、この「ダーダネルス海峡」を通過する必要があります。したがって、ホームストレッチは直線で、5ハロンのランインと6ハロンの直線がありますが、バックストレッチは必然的にスタンドの反対側で顕著な屈曲点があります。」 平坦なコースは、1周1マイル6ハロンでした。
1960年代までに、この場所の問題が表面化し始め、クラブのスタンドは腐食が進んでいることが判明した。新しいスタンドが建設されたが、これは英国で最初に建設された完全片持ち鉄筋コンクリートスタンドの 1つであり、また、初めてプライベート観覧席を備えたスタンドでもあった。 しかし、その費用はコースの財政に大きな負担となり、2年以内に財政難により株主は敷地を売却せざるを得なくなった。 最終レースであるグッバイ・コンソレーション・プレートは1963年11月9日に開催され、2万人以上の観客が見守る中、レスター・ピゴットが優勝した。ノベンバーハンデキャップはドンカスターに移され、ランカシャーオークスはヘイドック・パークに移された。
この競馬場はマンチェスター市の中心部に近く、路面電車の便も良かった。右回りで、敷地内には平地競馬、ハードル競馬、障害競馬の3つの独立したトラックがあった。 キャッスルアーウェルは、1939年の創設から1963年までランカシャーオークスの開催地であり、またこの競馬場ではクラシック競走も開催された。戦時中の代替レースであるクラシック競走である。  1941年にダービーで優勝した。優勝したのはLord Portalのサンキャッスルで、10対1で、Chateau Larose (R. Jones) を僅差で破る。サンキャッスルはGeorges Bridglandが騎乗し、1947年にPearl Diverに騎乗してダービーを制した。
レースコースホテルは、観客にサービスを提供し、騎手が宿泊できるように1930年代にリトルトンロードのコースの隣に建てられた。 ノベンバーハンデキャップには、市内中心部まで集まった観客が集まり、1951年7月13日には、イギリス初の夜間競馬が開催された。寒くて湿った天候にもかかわらず、大勢の観客が集まった。競馬は翌日の午後2時まで続いた。
1952年6月、アーウェル城で、エリザベス2世は、即位後、馬主として初めての勝利を祝った。
2016年7月の放火により、元競馬場スタンドが深刻な被害を受けた。
アーウェル川にコンクリート橋が架けられ、サルフォード市議会が公共の運動場として開発した敷地の北端にアクセスできるようになった。
敷地の北側には自然保護区と運動場が併設され、リトルトン ロードにすでに設置されているアーウェル川の洪水防御計画が拡張される。敷地の大部分を覆う洪水調節池と湿地の造成を含むこの計画は、2018年3月に完了した。
マンチェスター競馬場でキャリアをスタートさせたブックメーカーのFred Done氏が所有する会社が、かつての学生村を購入し、その場所に500戸の住宅を建設する計画であった。 開発の一環として、古い競馬場の回転式改札口の建物が修復されたが、その用途は未定であった。

## キャッスルアーウェルの敷地の再利用

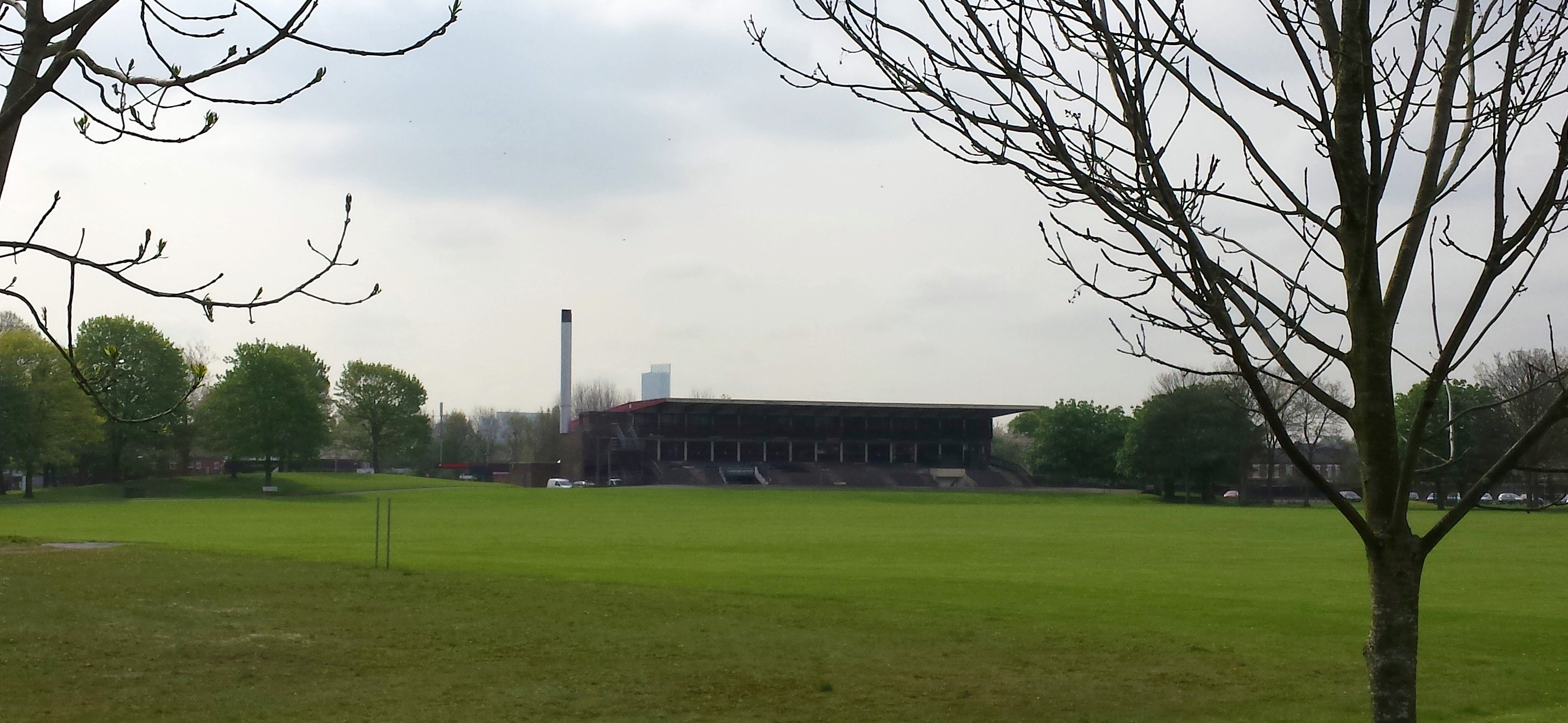
2014 年のパビリオン

キャッスルアーウェル競馬場は1963年11月9日の開催後に閉鎖され、敷地の大部分は売却に出された。サルフォード大学は敷地の購入に興味があり、不動産開発会社への売却に反対した。サルフォード市は敷地の一部を競技場に使用したいと考えていたが、これに賛成している。
1973年、サルフォード大学が敷地の大部分と建物を46,000ポンドで購入した。そこは学生村の建設に使用された。 メインスタンドは、「パビリオン」または「パブ」として知られる娯楽施設として残された。 娯楽施設はサルフォード大学学生組合によって運営されていたが、2007 年6月に閉鎖された。